# Roesskaja Pravda

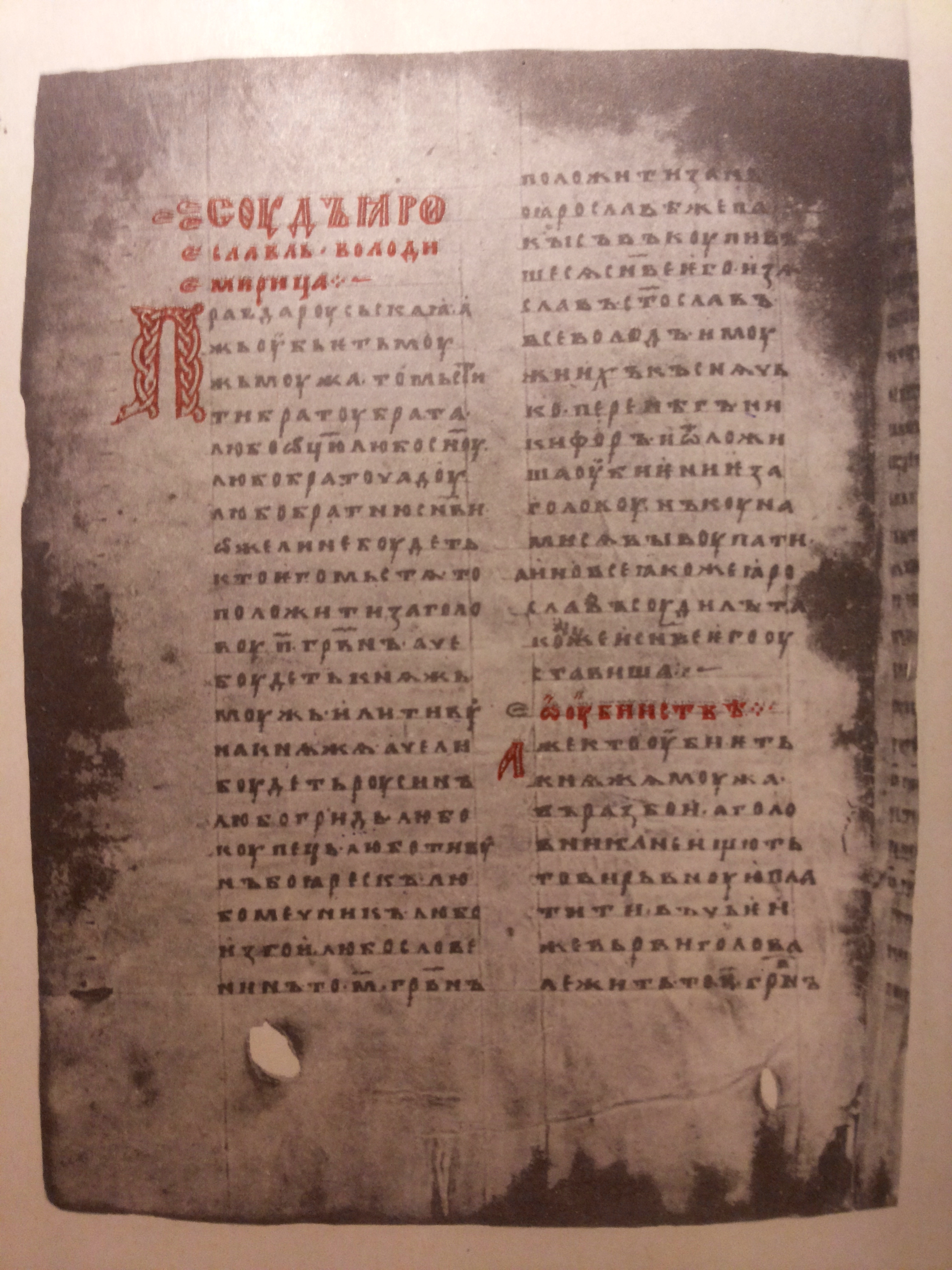
facsimile van het oudst bekende manuscript

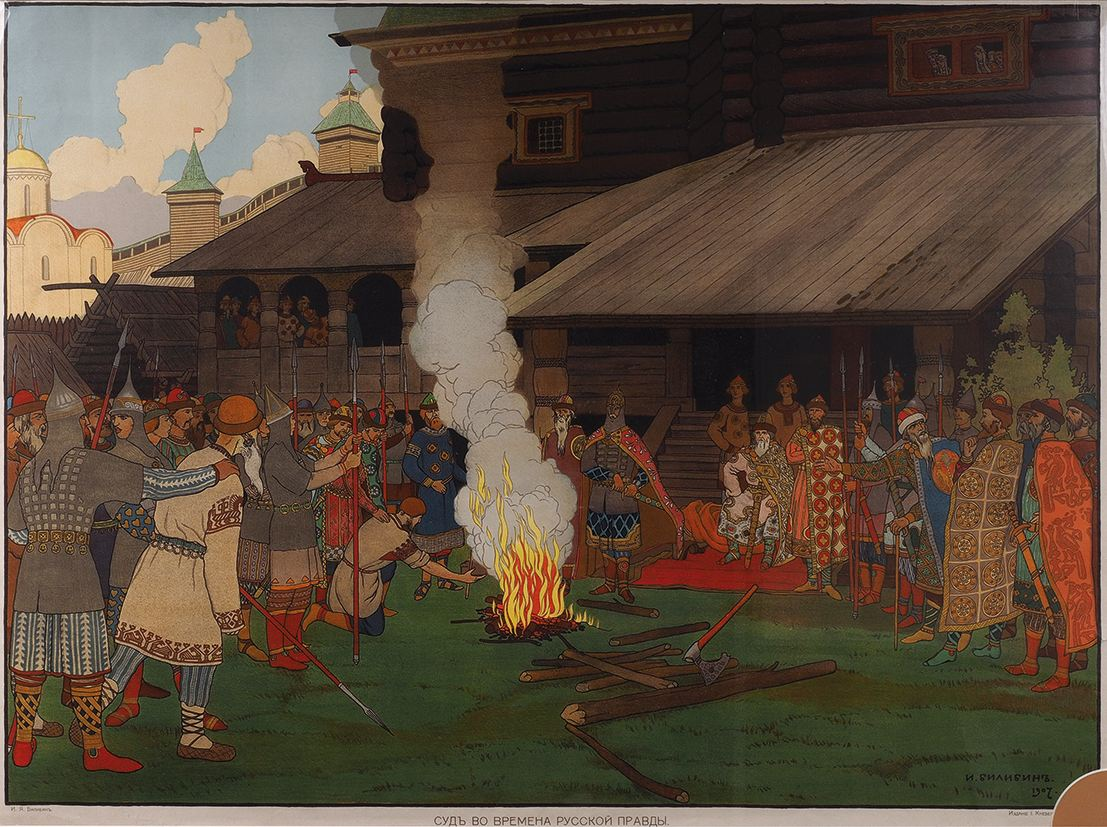
Rechtspraak in de Kievse Roes, door Ivan Bilibin

De Roesskaja Pravda (Gerechtigheid van de Roes, Waarheid van de Roes, Oudrussisch: Правда рѹсьскаꙗ) was het wetboek van de vorstendommen van de Kievse Roes en de daaropvolgende Russische vorstendommen in de tijd van feodale verdeeldheid. Het werd aan het begin van de 12e eeuw geschreven en gedurende vele eeuwen bijgewerkt. De basis van de Roesskaja Pravda, de Pravda van Jaroslav, werd aan het begin van de 11e eeuw geschreven.   
Ondanks de grote invloed van de Byzantijnse wetgeving in de toenmalige wereld, en ondanks de grote culturele en commerciële banden tussen Byzantium en het Kievse Rijk, vertoonde de Roesskaja Pravda geen enkele gelijkenis met de wetgeving van het Byzantijnse rijk. De afwezigheid van de doodstraf en lijfstraffen weerspiegelt eerder de Noorse jurisprudentie.  

## Edities
Er zijn drie recensies van de Roesskaja Pravda bekend: de korte editie (Kratkaja), de uitgebreide editie (Prostrannaja) en de verkorte editie (Sokrasjtsjonnaja). Er zijn meer dan 110 exemplaren bewaard gebleven, daterend uit de 13e tot 18e eeuw, opgenomen in verschillende manuscripten, kronieken en compilaties. Hieronder zijn ruim 100 exemplaren van de uitgebreide editie, waaronder de oudste bewaard gebleven.
Het wetboek werd ontdekt door de historicus Vasili Tatisjtsjev in de tekst van een van de Novgorodkronieken en in 1738 onder de aandacht van de Russische Academie van Wetenschappen gebracht. De eerste becommentarieerde editie van de tekst werd in 1767 gepubliceerd door August Ludwig Schlözer.

## Ontstaan en evolutie
De wettelijke regelingen van de Roesskaja Pravda weerspiegelen de evolutie van de sociale verhoudingen in het Rusland van de 11e tot 13e eeuw. Gemeen recht, knjaz--wetgeving en juridische procedures vormden de basis van de Roesskaja Pravda.
De korte editie van de Roesskaja Pravda bevat twee ogenschijnlijk verschillende delen, door onderzoekers Pravda Jaroslava (Wet van Jaroslav, ca. 1017, ook wel bekend als Drevnejsjaja Pravda, de oudste wet) van Jaroslav de Wijze, en de Pravda Jaroslavitsji (de Wet van de zonen van Jaroslav, ca. 1054). Sommigen duiden op andere afzonderlijke onderdelen van de tekst die mogelijk later zijn toegevoegd.
De Wet van Jaroslav omvatte wettelijke bepalingen van het feodale recht, samen met archaïsche bepalingen die terug te voeren waren op het primitieve gemeenschapssysteem. Volgens een populaire theorie werd het afgekondigd om een conflict tussen Konstantin Dobrynitsj, een posadnik uit Novgorod, en de Varjaagse bevolking van de stad te beslechten.
De daaropvolgende ontwikkelingen en verbeteringen van de Roesskaja Pravda vonden plaats in de tijd van Jaroslavs zonen en zijn kleinzoon Vladimir Monomach. Aangenomen wordt dat er nieuwe bepalingen aan de Roesskaja Pravda werden toegevoegd na de opstanden in Kiev, Novgorod en Rostov-Soezdal in 1068–1071.
In de opkomende Russische staat werd de Roesskaja Pravda in 1497 vervangen door de Soedebnik, het Wetboek. Enkele eeuwen eerder werden in Pskov en Novgorod nieuwe wettelijke codes afgekondigd.

## Bepalingen
De Pravda Jaroslavitsji verhoogde de verantwoordelijkheid van een bepaalde gemeenschap voor het doden van de soldaten van een knjaz, tjoens (bevoorrechte dienaren van knjazs of bojaren), starosten (vertegenwoordigers van de laaggeplaatste administratie van een knjaz), otroks (laaggeplaatste soldaten in het leger van een knjaz) en andere onderdanen op hun eigen grondgebied. De Pravda Jaroslavitsji voorzag in zware straffen voor brandstichting, opzettelijke verminking van vee en collectieve inbreuk op de eigendommen van rijke mensen. Na de rellen van 1113 in Kiev werd een exorbitante rentewet ingevoerd die de financiële activiteiten van geldschieters beperkte.
De Pravda stabiliseerde het systeem van feodale verhoudingen en sociale ongelijkheid. Gedurende de 11e-13e eeuw maakte het nieuwe wetten voor de smerden (feodaal-afhankelijke boeren), zakoeps (feodaal-afhankelijke boeren die vrij konden worden nadat zij hun zakoep, een feodale lening, had afbetaald), cholops (feodale afhankelijke boeren die als een slaaf gedood of verkocht konden worden), enz. De Uitgebreide Editie bevat speciale regels met betrekking tot de status van zakoeps en cholops. Het weerspiegelt ook de rol van de rechtbank van een knjaz, door verschillende vormen van straffen en boetes te vergroten en te geven. Het stelde boetes in die ten goede kwamen aan de knjaz of zijn regering, met een verminderde schadevergoeding aan de slachtoffers.
In een poging om de bloedwraak (die in die tijd vrij gebruikelijk was) af te schaffen, beperkte de Pravda het gebruik ervan en beperkte het aantal wrekers tot de naaste verwanten van de doden. Als er geen wrekers aan de kant van het slachtoffer waren, moest de moordenaar een boete betalen, vyra genoemd, ten gunste van de knjaz en een gedeeltelijke compensatie aan de familieleden van het slachtoffer. De gemeenschap van de moordenaar moest hem helpen zijn boete te betalen. Als een vrouw werd vermoord, zou men de helft van de reguliere boete moeten betalen (poloevirje, de helft van een vyra). De Pravda beschermde ook de gezondheid en eer van de vrije leden van de feodale samenleving en voorzag in financiële compensatie voor verminking of belediging door woord of daad. De Pravda had een alomvattend systeem van straffen en boetes voor diefstal in een stad of op het platteland, opzettelijke schade aan bossen, jachtgebieden of landerijen, onrechtmatig betreden van land, enz. Het reguleerde ook de schulden tussen individuen en bevatte aansprakelijkheidsartikelen en erfrecht. De Pravda maakte gebruik van getuigen, eden en van het Godsoordeel, een soort laatste redmiddeltest dat werd gebruikt om de onschuld of schuld van de verdachte in gerechtelijke procedures te bewijzen. Het juridische proces omvatte ook getuigenverklaringen, bewijsmateriaal, verzamelen of achtervolgingen. Onderzoekers moesten ook controleren op valse beschuldigingen.
- Nationale Bibliotheek van Tsjechië: unn2011650442